# District de Sikar
Le district de Sikar est un district de l'état du Rajasthan en Inde.